# Desiigner
Sidney Royel Selby III (Nueva York, 3 de mayo de 1997), conocido por su nombre artístico Desiigner, es un rapero, cantante, compositor, productor, ejecutivo y actor estadounidense de hip hop. Logró la fama cuando debutó su sencillo «Panda», y ha alcanzado el número uno en el Billboard Hot 100.

## Primeros años
Sidney Royel Selby III (Desiigner) nació el 3 de mayo de 1997, en Bedford-Stuyvesant (Brooklyn). Empezó practicando vocales en el coro de la escuela y en la iglesia.

## Carrera
Sidney Selby empezó rapeando bajo el apodo Dezolo. Más tarde empezó a trabajar bajo el alias de Designer Royel, ya que Royel es su segundo nombre. Fue su hermana la que le convenció para que quitase el segundo nombre y añadiera la otra I. Bajo su nuevo seudónimo, Desiigner sacó su track debut, titulado "Zombie Walk", el 3 de diciembre de 2015. El 15 de diciembre, su sencillo, titulado "Panda", se estrenó en YouTube y SoundCloud; y en iTunes cinco días más tarde antes de reedición en febrero de 2016. El 11 de febrero de 2016, Desiigner firmó un contrato con GOOD Music, bajo la tutela de Def Jam Recordings. Después de firmar el trato, Desiigner fue invitado en el séptimo álbum de Kanye West, The Life of Pablo; apareciendo en dos canciones, "Pt. 2" y "Freestyle 4". Más tarde, Desiigner interpretó su nueva canción, "Pluto", en el evento de South by Southwest (SXSW) de 2016. En una entrevista con Billboard, Desiigner confirmó el lanzamiento de su mixtape, titulado Trap History Month. El 5 de mayo de 2016, el productor Mike Dean anunció que es el productor ejecutivo del álbum debut de Desiigner.

## Estilo musical
El estilo musical de Desiigner está influenciado por el género southern rap, originado en Atlanta (USA), Georgia. Su forma de rapear y su voz han sido comparadas con el rapero de Atlanta, Future. Cuando se le preguntó por esas comparaciones, respondió a la revista Complex: "Dios le dio una bendición, pero a mí también me bendijo. No voy a dudar de su música. Hace buena música también. La música se hace todos los días. Muchas fuerzas a él, a Future. De hecho, me gusta su música. Me gusta, ¿entiendes? No soy un hater o un crítico, ¿sabes?, yo me hago a mí mismo. Que Dios le bendiga, que Dios me bendiga".

## Discografía
Álbumes de estudio
- New English

EP
- L.O.D

### Singles
- Panda
- Timmy Turner

#### Como cantante principal
| Título  | Año  | Posiciones de gráfico de la cumbre | Posiciones de gráfico de la cumbre | Posiciones de gráfico de la cumbre | Posiciones de gráfico de la cumbre | Posiciones de gráfico de la cumbre | Posiciones de gráfico de la cumbre | Posiciones de gráfico de la cumbre | Posiciones de gráfico de la cumbre | Posiciones de gráfico de la cumbre | Posiciones de gráfico de la cumbre | Certificaciones                                                              | Álbum:               |
| Título  | Año  | EE.UU                              | US R&B                             | US Rap                             | AUS                                | CAN                                | DEN                                | FRA                                | NZ                                 | SWE                                | Reino Unido                        | Certificaciones                                                              | Álbum:               |
| ------- | ---- | ---------------------------------- | ---------------------------------- | ---------------------------------- | ---------------------------------- | ---------------------------------- | ---------------------------------- | ---------------------------------- | ---------------------------------- | ---------------------------------- | ---------------------------------- | ---------------------------------------------------------------------------- | -------------------- |
| "Panda" | 2015 | 1                                  | 1                                  | 1                                  | 9                                  | 4                                  | 10                                 | 19                                 | 4                                  | 11                                 | 7                                  | - RIAA: Platino - ARIA: Oro - BPI: Plata - IFPI SWE: Platino - RMNZ: Platino | La Vida de Desiigner |

#### Como cantante invitado
| Título                                                             | Año  | Álbum       |
| ------------------------------------------------------------------ | ---- | ----------- |
| "Strapped & Ready" (Rah Smooth feat. Desiigner, Money and Loopy)   | 2016 | Sin álbum   |
| "Gucci Snakes" (Tyga feat. Desiigner)                              | 2016 | Sin álbum   |
| "Finesse" (Jim Jones feat. Rich Homie Quan, ASAP Ferg y Desiigner) | 2016 | The Kitchen |
| "On the Low" (PHRESHER feat. Desiigner)                            | 2016 | Sin álbum   |
| "Danny DeVito" (PHRESHER feat. Desiigner y Rowdy Rebel)            | 2016 | Sin álbum   |

### Apariciones como invitado
| Título                | Año  | Otro artista(s)           | Álbum             |
| --------------------- | ---- | ------------------------- | ----------------- |
| "Pt. 2"               | 2016 | Kanye West                | The Life of Pablo |
| "Freestyle 4"         | 2016 | Kanye West                | The Life of Pablo |
| "Back in My Ways"     | 2016 | Young King & Mekado       | Sin álbum         |
| "Plug Callin" (Remix) | 2016 | Rich the Kid & Famous Dex | Sin álbum         |
| "Going"               | 2016 | Rich the Kid & Quavo      | Keep Flexin       |
| "X 4 X"               | 2017 | Wiz Khalifa               | Bong Rips         |
| "Suicidal"            | 2018 | Diplo                     | California        |